# Irena Káňová

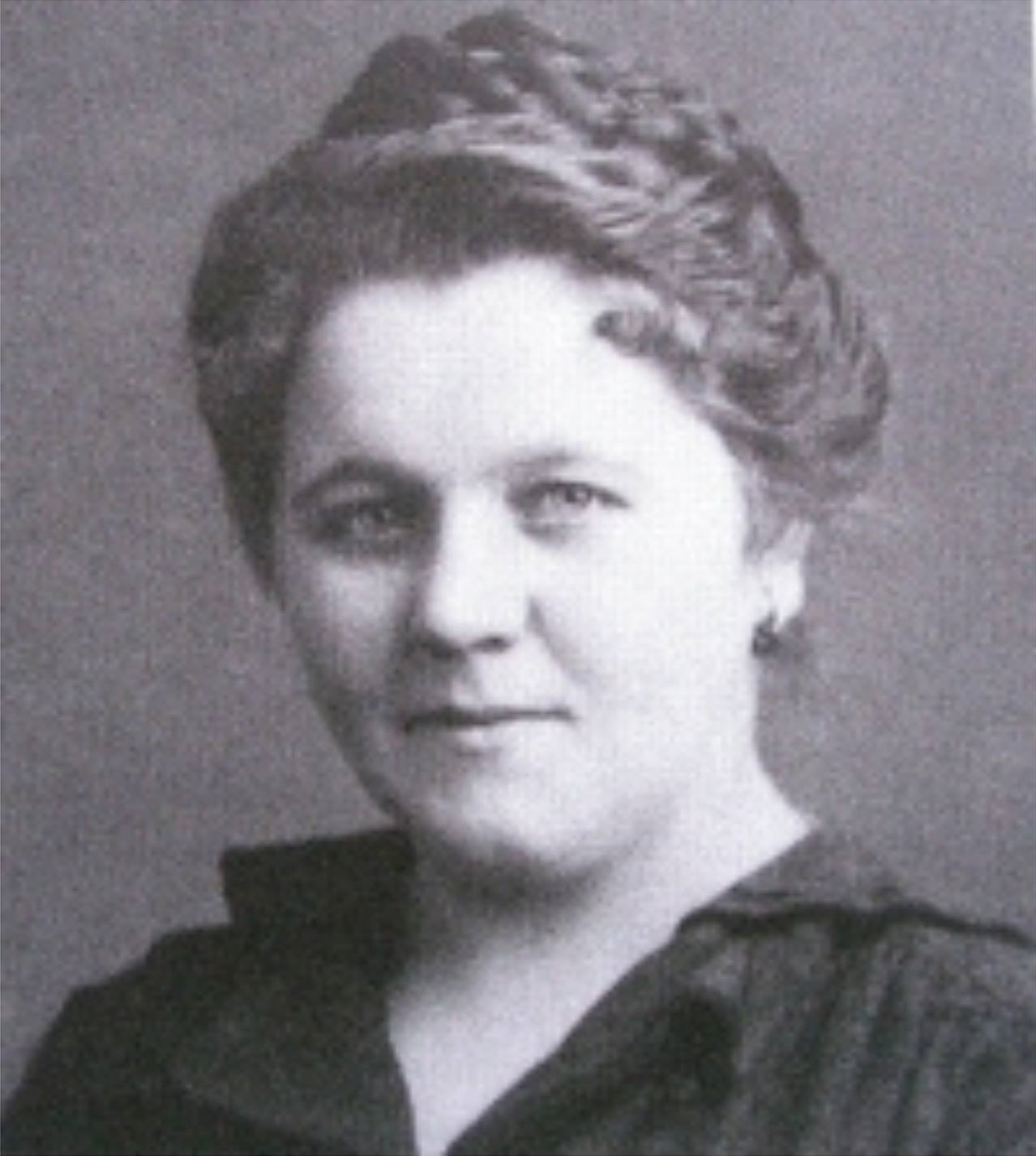
Irena Káňová (um 1920)

Irena Káňová (auch Kaňová; geboren am 5. April 1893 in Banská Štiavnica; gestorben am 8. April 1965 ebenda) war eine tschechoslowakische Politikerin der Československá sociální demokracie (ČSSD, Tschechoslowakische Sozialdemokratische Partei) und seit 1921 der Komunistická strana Československa (KSČ, Kommunistische Partei der Tschechoslowakei). Sie gehörte 1919 zu den ersten Frauen in der Revolutionären Nationalversammlung.

## Leben
Káňová war Slowakin und stammte aus Banská Štiavnica. Sie arbeitete 1914 als Arbeiterin in einer Tabakfabrik und trat drei Jahre später in die sozialdemokratische Partei ein.
Nachdem die Männer des 28. Oktober 1918 den eigenständigen Staat Tschechoslowakei proklamiert hatten, entstand aus dem Tschechoslowakischen Nationalausschuss (Národní výbor československý, NVČ) am 14. November 1918 die Revolutionäre Nationalversammlung der tschechoslowakischen Republik (tschechisch Revoluční národní shromáždění Československé republiky). Káňová trat dieser zur 95. Sitzung am 5. Dezember 1919 bei. Am 15. April 1920 war ihre Amtszeit beendet. Bei den Wahlen zur Nationalversammlung, die drei Tage später stattfanden, erhielt Káňová kein Mandat. Sie war dort das jüngstes Mitglied und die einzige Repräsentantin der Slowakei. In der Versammlung vertrat Kaňová die ausgeschiedene Alice Masaryková, die später nach dem Tod ihrer Mutter als „First Lady“ des Landes wirkte.
Im Jahr 1921 wechselte Káňová zur neu gegründeten Kommunistischen Partei, einer Abspaltung der ČSSD. Sie organisierte Streiks, war im proletarischen Journalismus tätig und engagierte sich in der Frauenbewegung. Während des Zweiten Weltkriegs war sie mit ihrem Ehemann im Widerstand.
Nach dem Krieg war Káňová weiterhin in der Kommunistischen Partei aktiv und arbeitete in der Slowakischen Frauenunion mit.